# Космос-1275
Космос-1275 — это советский спутник военного назначения. Был запущен с космодрома «Плесецк» 4 июня 1981 года. Космический аппарат принадлежал серии «Парус» и был частью системы военной связи и глобального позиционирования СССР.

## Запуск
Запуск космического аппарата состоялся в 15:36 по Гринвичу 4 июня 1981 года. Для вывода спутника на орбиту использовалась ракета-носитель «Космос-3М» (11К65М). Старт был осуществлён с космодрома «Плесецк». После успешного вывода на орбиту спутник получил обозначение «Космос-1275», международное обозначение 1981-053A и номер по каталогу спутников 12504.
«Космос-1275» эксплуатировался на околоземной орбите. По состоянию на 4 июня 1981 года он имел перигей 983 километров, апогей 1026 километров и наклон 83° с периодом обращения 104,9 минуты. 27 июля 1981 года после 23 суток эксплуатации «Космос-1275» прекратил работу в результате инцидента.

## Инцидент
24.07.1981 в 23:51 по Гринвичу на околоземной орбите высотой примерно 980 км над поверхностью Земли в результате нештатной ситуации произошёл взрыв советского военного спутника «Космос‑1275». Специалисты не пришли к общему мнению относительно причин взрыва. Некоторые считают это преднамеренным актом, так же выдвигались версии о взрыве аккумуляторных батарей и столкновении с другим космическим объектом. В результате взрыва в космосе образовалось облако обломков в количестве 305 фрагментов.
Обломки «Космоса-1275» периодически пересекают орбиты действующих космических аппаратов. Например в 2009 году один из обломков спутника пересёк орбиту международной космической станции, что могло привести к коррекции орбиты МКС, однако манёвры не производились в связи отдалённость траектории обломка.